# Lagtävlingen i hoppning i ridsport vid olympiska sommarspelen 1976
Lagtävlingen i hoppning i ridsport vid olympiska sommarspelen 1976 var en av sex ridsportgrenar som avgjordes under de olympiska sommarspelen 1976. 

## Medaljörer
| Event | Guld                                                          | Silver                                                                              | Brons                                                                        |
| Lag   | Frankrike Marcel Rozier Michel Roche Marc Roguet Hubert Parot | Västtyskland Alwin Schockemöhle Paul Schockemöhle Sönke Sönksen Hans Günter Winkler | Belgien Henry-Edgar Cuepper Stanny Van Paesschen Eric Wauters François Mathy |

## Resultat
| Placering | Nation         | Poäng |
| 1         | Frankrike      | 40,00 |
| 2         | Västtyskland   | 44,00 |
| 3         | Belgien        | 63,00 |
| 4         | USA            | 64,00 |
| 5         | Kanada         | 64,50 |
| 6         | Spanien        | 71,00 |
| 7         | Storbritannien | 76,00 |
| 8         | Mexiko         | 76,25 |
| 9T        | Australien     | 48,00 |
| 9T        | Italien        | 48,00 |
| 11        | Australien     | 52,00 |
| 12        | Nederländerna  | 60,00 |
| 13        | Japan          | 67,25 |
| AC        | Argentina      | DSQ   |